# 云端站
云端站是位于内蒙古自治区通辽市霍林郭勒市沙尔呼热街道的一个铁路车站，邮政编码29207。车站建于1981年，有通霍铁路经过该站，现不办理客货运业务，车站及上下行区间均已电气化。车站距离通辽站386公里，隶属沈阳铁路局，是五等站。